# Het spook van Abercragghie
Het spook van Abercragghie is een hoorspelserie van Dick Dreux. De AVRO zond ze uit vanaf dinsdag 22 november 1966. De regisseur was Dick van Putten.

## Delen
- Deel 1: Oeroude traditie (duur: 29 minuten)
- Deel 2: Spooknacht (duur: 28 minuten)
- Deel 3: Geheime gangen en valluiken (duur: 30 minuten)
- Deel 4: Dwaaltuin in de mist (duur: 33 minuten)
- Deel 5: Jacht op schaduwen (duur: 27 minuten)
- Deel 6: Katten zijn taai (duur: 25 minuten)

## Rolbezetting
- Wam Heskes (Donald Mac-Aber)
- Hans Veerman (Gerard Makaber)
- Harry Bronk (Silvio Maccabrio)
- Willy Ruys (Jarvis)
- Loudi Nijhoff (Lady Euphoria Trymmythe-Mac Aber)
- Corry van der Linden (Margot Maquabre)
- Chris Baay (notaris Foggbound)
- Tonny Foletta (een herbergier)
- Léon du Bois (het spook)

## Inhoud
Het spookgeval begint als een borderballad. In zo’n ballade bezong men vroeger grensgeschillen tussen Schotland en Engeland. Toch valt er niet veel te stoffen op heldendaden in Abercragghie Castle. In het slot - een rommelig geheel van gangen, valdeuren en kerkers - huist een krakkemikkige Lord. Zijn hele bezit is een desolate boedel van kasten, meubels, wapens, harnassen. Hij kan nog maar één ding verpanden: een uniek vaatje honigwhisky dat ergens in een kelder ligt opgeslagen, half bedolven onder de knekels van een voorvader die nooit meer uit zijn roes is ontwaakt. Er is evenwel een lichtpunt: Mylord is erfgenaam van een verborgen schat, maar moet dit voorrecht met anderen delen. Die komen aanzwermen uit alle windstreken. Een collectie rare types! En dan is er nog het spook. Het doolt door de gangen, huilt en snottert, mummelt krakerige balladen. Iedereen doet alsof het niet bestaat. Maar probeer eens een spook weg te cijferen! Een rauwe kreet weerklinkt, een kille hand doet een dodelijke greep...